# Assembleia Legislativa do Amazonas
PMN3° 05' 01" S 60° 01' 19" O
Assembleia Legislativa do Estado do Amazonas (Aleam) é o órgão de poder legislativo do estado de Amazonas, exercido através dos deputados estaduais.
O poder legislativo do estado do Amazonas surgiu em 1852 e já ficou hospedado em várias sedes, a primeira sede era na Rua da Instalação da Província, sendo transferida para a sede da antiga Empresa de Navegação da Amazônia, depois sendo transferida para o Quartel da Polícia Militar, logo após para a Praça da Constituição. Depois, 1971 o Palácio Rio Branco tornou-se sede do legislativo.
Atualmente, fica localizada desde o dia 28 de junho de 2006 no bairro do Parque 10 de Novembro, na cidade de Manaus, Rua Recife, no denominado Edifício Dep. José de Jesus Lins de Albuquerque.

## Mesa diretora
A  mesa diretora do biênio 2023-2024 é composta porː
| Posição            | Nome               | Partido        |
| ------------------ | ------------------ | -------------- |
| Presidente         | Roberto Cidade     | União Brasil   |
| 1º Vice-presidente | Carlinhos Bessa    | PV (FE BRASIL) |
| 2º Vice-presidente | Alessandra Campêlo | Podemos        |
| 3º Vice-presidente | Felipe Sousa       | PRD            |
| 1º Secretário      | Abdala Fraxe       | Avante         |
| 2º Secretário      | Joana Darc         | União Brasil   |
| 3º Secretário      | Cabo Maciel        | PL             |

## Deputados estaduais
Os candidatos eleitos nas eleições estaduais de 2022 ocuparam 24 cadeiras de deputado estadual na Assembleia Legislativa do Amazonas. Da mesma forma que nas eleições para deputados federais, não houve coligações proporcionais.
| Candidato(a)       | Partido      | Votos   | Cidade de origem | Unidade federativa  |
| ------------------ | ------------ | ------- | ---------------- | ------------------- |
| Roberto Cidade     | UNIÃO        | 105.510 | Manaus           | Amazonas            |
| Joana Darc         | UNIÃO        | 87.182  | Manaus           | Amazonas            |
| Felipe Sousa       | PRD          | 50 454  | Manaus           | Amazonas            |
| Alessandra Campelo | PSC          | 48.533  | Manaus           | Amazonas            |
| Abdala Fraxe       | Avante       | 46.287  | Boa Vista        | Roraima             |
| João Luiz          | Republicanos | 44.940  | Rio de Janeiro   | Rio de Janeiro      |
| Dr. George Lins    | UNIÃO        | 44.520  | Manaus           | Amazonas            |
| Professor Sinésio  | PT           | 38.482  | Santarém         | Pará                |
| Carlinhos Bessa    | PV           | 37.131  | Tefé             | Amazonas            |
| Cristiano D'Ângelo | MDB          | 36.658  | Manacapuru       | Amazonas            |
| Cabo Maciel        | PL           | 35.853  | Humaitá          | Amazonas            |
| Daniel Almeida     | Avante       | 35.755  | Manaus           | Amazonas            |
| Mayra Dias         | Avante       | 34.563  | Itacoatiara      | Amazonas            |
| Débora Menezes     | PL           | 32.406  | Taubaté          | São Paulo           |
| Thiago Abrahim     | UNIÃO        | 31.731  | Manaus           | Amazonas            |
| Dra. Mayara        | Republicanos | 29.970  | Manaus           | Amazonas            |
| Dr. Gomes          | PSC          | 26.941  | Cruzeiro do Sul  | Acre                |
| Adjuto Afonso      | UNIÃO        | 26.341  | Manaus           | Amazonas            |
| Delegado Pericles  | PL           | 24.715  | Manaus           | Amazonas            |
| Wilker Barreto     | MOBILIZA     | 24.134  | Manaus           | Amazonas            |
| Mário César Filho  | UNIÃO        | 22.309  | Parnamirim       | Rio Grande do Norte |
| Comandante Dan     | Podemos      | 21.770  | Rio Branco       | Acre                |
| Rozenha            | PMB          | 20.876  | Porto Velho      | Rondônia            |
| Wanderley Monteiro | Avante       | 17.787  | Manaus           | Amazonas            |

## Prêmios
Em 2021, a Aleam venceu 2ª edição do Prêmio Unale Assembleia Cidadã por meio do projeto "Procon Legislativo + Cidadão”, que visava a aproximação das pessoas com o órgão de defesa do consumidor. No ano seguinte, a Aleam venceu novamente o prêmio Unale na categoria Atendimento ao Cidadão com o projeto “Ação Empreendedora no Amazonas”.